# Untermarchtal
Untermarchtal – miejscowość i gmina w Niemczech, w kraju związkowym Badenia-Wirtembergia, w rejencji Tybinga, w regionie Donau-Iller, w powiecie Alb-Donau, wchodzi w skład związku gmin Munderkingen. Leży nad Dunajem, ok. 33 km na południowy zachód od Ulm.
Znajduje się tu klasztor.